# Wąsatek czarnogardły
Wąsatek czarnogardły (Amphispiza bilineata) – gatunek ptaka z rodziny pasówek (Passerellidae).

## Zasięg występowania
Wąsatek czarnogardły występuje w zależności od podgatunku:
- A. bilineata bilineata – środkowy Teksas (południowe Stany Zjednoczone) do północno-wschodniego Meksyku.
- A. bilineata opuntia – południowo-środkowe Stany Zjednoczone do północnego Meksyku.
- A. bilineata deserticola – zachodnie Stany Zjednoczone do północno-zachodniego Meksyku.
- A. bilineata bangsi – południowa Kalifornia Dolna (północno-zachodni Meksyk)
- A. bilineata tortugae – Tortuga (Zatoka Kalifornijska).
- A. bilineata belvederei – Cerralvo (Zatoka Kalifornijska).
- A. bilineata pacifica – północno-zachodni Meksyk.
- A. bilineata cana – San Esteban (Zatoka Kalifornijska).
- A. bilineata grisea – północno-środkowy i środkowy Meksyk.

## Taksonomia
Gatunek po raz pierwszy naukowo opisał w 1850 roku amerykański ornitolog John Cassin nadając mu nazwę Emberiza bilineata. Jako miejsce typowe odłowu holotypu Cassin wskazał Rio Grande, w Teksasie. Jedyny przedstawiciel rodzaju Amphispiza który opisał w 1874 roku amerykański ornitolog Elliott Coues.
Autorzy IOC World Bird List rozpoznają dziewięć podgatunków.

### Etymologia
- Amphispiza: gr. αμφι amphi „blisko, w pobliżu”; σπιζα spiza „zięba”, od σπιζω spizō „ćwierkać”[6].
- bilineata: nowołoc. bilineatus „dwupaskowy”, od łac. bi- „dwu-”, od bis „podwójny”; lineatus „paskowany”, od linea „linia”, od linum „nić”, od gr. λινον linon  „len, nić”[6].

## Morfologia
Długość ciała 12–14 cm; masa ciała samic 12–15 g, samców 11–15 g, niezidentyfikowanej płci 11–15,7 g.